# Фонтанеллато
Фонтанеллато (італ. Fontanellato) — муніципалітет в Італії, у регіоні Емілія-Романья,  провінція Парма.
Фонтанеллато розташоване на відстані близько 390 км на північний захід від Рима, 105 км на північний захід від Болоньї, 15 км на північний захід від Парми.
Населення — 7012 осіб (2014).

## Демографія
Населення за роками:

Станом на 1 січня 2023 року в муніципалітеті офіційно проживали 944 іноземці з 47 країн, серед них 196 громадян країн Євросоюзу та 21 громадянин України.

## Сусідні муніципалітети
- Ночето
- Парма
- Сан-Секондо-Парменсе
- Сісса-Треказалі
- Соранья
- Фіденца
- Фонтевіво